# 1,2-dioxetan
1,2-Dioxetan (1,2-dioxacyklobutan) je heterocyklická sloučenina s čtyřčlenným kruhem s dvěma atomy kyslíku na sousedních pozicích. Patří tedy mezi organické peroxidy a lze ji považovat za dimer formaldehydu.
V 60. letech 20. století bylo objeveno, že některé deriváty 1,2-dioxetanu krátkodobě existují jako meziprodukty reakcí zodpovědných za bioluminiscenci u světluškovitých a dalších živočichů. Tato hypotéza nemohla být prokázána, protože čtyřčlenné cyklické peroxidy jsou poměrně nestabilní. Roku 1968 byl na Albertské univerzitě v Edmontonu vytvořen první stabilní derivát dioxetanu: 3,3,4-trimethyl-1,2-dioxetan (připraven byl jako žlutě zbarvený roztok v benzenu). Při zahřátí na 333 K (60 °C) se pomalu rozkládal (mnoho peroxidů se rozkládá explozivně) za vzniku acetonu a acetaldehydu, přičemž bylo vyzářeno světle modré světlo.
Krátce poté byl získán druhý derivát 1,2-dioxetanu: 3,3,4,4-tetramethyl-1,2-dioxetan, získaný jako světle žluté krystalky, které sublimovaly, i když byly chlazeny. Benzenový roztok této sloučeniny se stejně jako u předchozí pomalu rozkládal za emise modrého světla. Přidáním sloučenin, které obvykle fluoreskují v ultrafialovém záření se dá barva tohoto světla měnit.
Ostatní dioxetanové deriváty se využívají v klinické analýze, kde jejich emise světla (měřitelná i na velmi nízkých úrovních) slouží k detekcím velmi nízkých koncentrací látek v tělních tekutinách.